# NGC 3602
NGC 3602 في الفهرس العام الجديد، هي مجرة، تقع في كوكبة الأسد. اكتشفت في 4 مارس 1865 بواسطة ألبرت مارث.

## روابط خارجية
- NGC 3602 على موقع ويكي سكاي: DSS2, SDSS, GALEX, IRAS, Hydrogen α, X-Ray, Astrophoto, Sky Map, Articles and images